# Grand Prix Formule 1 van Hongarije 2006
De Grand Prix Formule 1 van Hongarije 2006 werd verreden op 6 augustus op de Hungaroring in Mogyoród nabij Boedapest.

## Testrijders op vrijdag
| Team                  | Rijder            |
| --------------------- | ----------------- |
| Williams - Cosworth   | Alexander Wurz    |
| Honda                 | Anthony Davidson  |
| Red Bull - Ferrari    | Robert Doornbos   |
| BMW Sauber            | -                 |
| MF1 - Toyota          | Markus Winkelhock |
| Toro Rosso - Cosworth | Neel Jani         |
| Super Aguri - Honda   | -                 |

## Uitslag
| Pos. | Nr. | Coureur              | Constructeur          | Rondes | Tijd / Oorzaak uitval | Grid | Punten |
| ---- | --- | -------------------- | --------------------- | ------ | --------------------- | ---- | ------ |
| 1    | 12  | Jenson Button        | Honda                 | 70     | 1:52:20.941           | 14   | 10     |
| 2    | 4   | Pedro de la Rosa     | McLaren - Mercedes    | 70     | +30.837               | 4    | 8      |
| 3    | 16  | Nick Heidfeld        | BMW Sauber            | 70     | +43.822               | 10   | 6      |
| 4    | 11  | Rubens Barrichello   | Honda                 | 70     | +45.205               | 3    | 5      |
| 5    | 14  | David Coulthard      | Red Bull - Ferrari    | 69     | +1 Ronde              | 12   | 4      |
| 6    | 7   | Ralf Schumacher      | Toyota                | 69     | +1 Ronde              | 6    | 3      |
| 7    | 6   | Felipe Massa         | Scuderia Ferrari      | 69     | +1 Ronde              | 2    | 2      |
| 8    | 5   | Michael Schumacher   | Scuderia Ferrari      | 67     | Ophanging             | 11   | 1      |
| 9    | 18  | Tiago Monteiro       | MF1 - Toyota          | 67     | +3 Rondes             | 16   |        |
| 10   | 19  | Christijan Albers    | MF1 - Toyota          | 67     | +3 Rondes             | 22   |        |
| 11   | 21  | Scott Speed          | Toro Rosso - Cosworth | 66     | +4 Rondes             | 20   |        |
| 12   | 8   | Jarno Trulli         | Toyota                | 65     | Motor                 | 8    |        |
| 13   | 22  | Takuma Sato          | Super Aguri - Honda   | 65     | +5 Rondes             | 19   |        |
| DNF  | 1   | Fernando Alonso      | Renault               | 51     | Aandrijfas            | 15   |        |
| DNF  | 3   | Kimi Räikkönen       | McLaren - Mercedes    | 25     | Botsing               | 1    |        |
| DNF  | 20  | Vitantonio Liuzzi    | Toro Rosso - Cosworth | 25     | Botsing               | 17   |        |
| DNF  | 10  | Nico Rosberg         | Williams - Cosworth   | 19     | Elektrisch            | 18   |        |
| DNF  | 2   | Giancarlo Fisichella | Renault               | 18     | Gespind               | 7    |        |
| DNF  | 15  | Christian Klien      | Red Bull - Ferrari    | 6      | Gespind               | 13   |        |
| DNF  | 9   | Mark Webber          | Williams - Cosworth   | 1      | Ongeluk               | 5    |        |
| DNF  | 23  | Sakon Yamamoto       | Super Aguri - Honda   | 0      | Motor                 | 21   |        |
| DSQ  | 17  | Robert Kubica        | BMW Sauber            | 69     | +1 Ronde              | 9    |        |

## Wetenswaardigheden
- Eerste podium: BMW Sauber.
- Rondeleiders: Kimi Räikkönen 17 (1-17); Fernando Alonso 34 (18-51) en Jenson Button 19 (52-70).
- Robert Kubica finishte als zevende, maar werd gediskwalificeerd omdat zijn auto twee kilo te licht was.
- Jenson Button en Christijan Albers kregen 10 plaatsen straf vanwege motorwissels.
- Scott Speed verloor zijn drie beste kwalificatietijden omdat hij iemand hinderde, hierdoor moest hij niet als 19de maar als 20ste starten.

## Standen na de Grand Prix

### Coureurs
| Positie | Nummer | Rijder               | Team             | Punten |
| ------- | ------ | -------------------- | ---------------- | ------ |
| 1       | 1      | Fernando Alonso      | Renault          | 100    |
| 2       | 5      | Michael Schumacher   | Scuderia Ferrari | 90     |
| 3       | 6      | Felipe Massa         | Scuderia Ferrari | 52     |
| 4       | 2      | Giancarlo Fisichella | Renault          | 49     |
| 5       | 3      | Kimi Räikkönen       | McLaren          | 49     |

### Constructeurs
| Positie | Nummers | Team             | Rijders                              | Punten |
| ------- | ------- | ---------------- | ------------------------------------ | ------ |
| 1       | 1 2     | Renault          | Fernando Alonso Giancarlo Fisichella | 149    |
| 2       | 5 6     | Scuderia Ferrari | Michael Schumacher Felipe Massa      | 142    |
| 3       | 3 4     | McLaren          | Kimi Räikkönen Pedro de la Rosa      | 85     |
| 4       | 11 12   | Honda            | Jenson Button Rubens Barrichello     | 52     |
| 5       | 16 17   | BMW Sauber       | Nick Heidfeld Robert Kubica          | 26     |

## Statistieken
| Snelste ronde | Felipe Massa | Scuderia Ferrari | 1:23.516 |

## Noot
- Dit was het debuut van de Poolse coureur (en toekomstig Grand Prix-winnaar) Robert Kubica. Kubica was de eerste Pool in de Formule 1.
- Tiende pole position voor Kimi Räikkönen.
- Eerste podiumplaats voor Pedro de la Rosa en de vijfde podiumplaats voor Nick Heidfeld.
- Eerste Grand Prix-winst voor Jenson Button.

1936 · 1986 · 1987 · 1988 · 1989 · 1990 · 1991 · 1992 · 1993 · 1994 · 1995 · 1996 · 1997 · 1998 · 1999 · 2000 · 2001 · 2002 · 2003 · 2004 · 2005 · 2006 · 2007 · 2008 · 2009 · 2010 · 2011 · 2012 · 2013 · 2014 · 2015 · 2016 · 2017 · 2018 · 2019 · 2020 · 2021 · 2022 · 2023 · 2024 · 2025 · 2026 · 2027 · 2028 · 2029 · 2030 · 2031 · 2032